# Marianne Adam
Marianne Adam, nemška atletinja, * 19. september 1951, Luckenwalde, Vzhodna Nemčija.
Nastopila je na poletnih olimpijskih igrah v letih 1972 in 1976 v suvanju krogle, osvojila je peto in četrto mesto. Na evropskih prvenstvih je osvojila srebrno medaljo leta 1974, na evropskih dvoranskih prvenstvih pa zlato, srebrno in dve bronasti medalji. Dvakrat je postavila svetovni rekord v suvanju krogle, ki ga je držala med letoma 1975 in 1976.